# Вилхелм I фон Бронкхорст
Вилхелм I фон Бронкхорст (на немски: Wilhelm von Bronckhorst; на нидерландски: Willem I van Bronckhorst; вер. 1191/1195; † сл. 1226) е господар на Бронкхорст в Нидерландия и Рекхайм/Рекем (в Ланакен, Белгия).

## Произход
Той е син на Гизберт I фон Бронкхорст († сл. 1140) и съпругата му Рош/Ройш. Внук е на Адам фон Бронкхорст.

## Фамилия
Вилхелм I фон Бронкхорст се жени за Гертруд. Те имат децата:
- Гизберт III фон Бронкхорст († 28 февруари 1241), господар на Бронкхорст и Рекхайм/Рекем, женен пр. 1230 г. за Кунигунда фон Олденбург († ок. 1290)
- Хайнрих фон Бронкхорст († сл. 1235), каноник в Цутфен
- Вилхелм фон Бронкхорст († сл. 1230)
- Хелена фон Бронкхорст († сл. 1238)

## Галерия
- Бившият дворец в Бронкхорст
- Дворец Рекхайм/Рекем (1626)